# Benthullener Moor
Das Benthullener Moor ist ein Naturschutzgebiet in der niedersächsischen Gemeinde Wardenburg im Landkreis Oldenburg nördlich des Dorfes Benthullen.
Das Naturschutzgebiet mit dem Kennzeichen NSG WE 156 ist 270 Hektar groß. Es steht seit dem 22. Dezember 1984 unter Naturschutz. Zuständige untere Naturschutzbehörde ist der Landkreis Oldenburg.
Das Naturschutzgebiet liegt südwestlich von Oldenburg. Es stellt einen Teil des ehemals ausgedehnten Vehnemoorkomplexes in der Hunte-Leda-Moorniederung unter Schutz. Das Hochmoor wurde weitgehend abgetorft, anschließend aber nicht kultiviert, sodass es heute weitgehend verbuscht bzw. bewaldet ist. Daneben finden sich auch verlandende Handtorfstiche und feuchte Heideflächen. Ein Teil des Naturschutzgebietes besteht aus Grünland, das landwirtschaftlich genutzt wird. Die Entwässerung erfolgt über den Östlichen Vorfluter zum Küstenkanal.
Wenige hundert Meter nördlich des Naturschutzgebietes „Benthuller Moor“ befindet sich das Naturschutzgebiet „Harberner Heide“.